# Žerađe
Žerađe (cyr. Жерађе) – wieś w Serbii, w okręgu raskim, w gminie Raška. W 2011 roku liczyła 120 mieszkańców.